# Ранцау (графство)
Имперское графство Рантцау (нем. Reichsgrafschaft Rantzau) — имперское графство в составе Священной Римской империи, существовавшее с 1649 по 1734 год. Находилось на территории современного немецкого амта Ранцау.

## История

### Предыстория
В начале XVII века герцогства Шлезвиг и Гольштейн представляли собой лоскутное одеяло из различных административных единиц, так называемых амтов и дворянских мыз. Власть над ними была в значительной степени разделена между датской королевской семьей, герцогами Шлезвиг-Гольштейн-Готторп и вымороченными герцогами Шлезвиг-Гольштейн-Зондербург. Особняком стояло графство Гольштейн-Пиннеберг на юго-западе Гольштейна, которое, как остаток средневекового владения, все еще принадлежало линии графов Шауэнбург и Гольштейн. Эта линия вымерла в 1640 году с Отто V, и графство Пиннеберг впоследствии было разделено между датской короной и герцогством Готторп:3/5 владений перешли во владение Дании в качестве владения Пиннеберг, 2/5 вместе с районом Бармштедт на севере графства - дому Готторпов. Амт Бармштедт вместе с другими территориями Ранцау лег в основу имперского графства Ранцау, созданного в 1653/1654 годах.
Обширная семья Ранцау принадлежит к числу рыцарей Шлезвига и Гольштейна, так называемым Equites Originarii. Иногда Ранцау владели более чем семьюдесятью поместий в герцогствах, и многие из их членов были вовлечены в государственную политику. Ветвь семьи Брейтенбург превратилась в одну из самых важных линий, которая, среди прочего, дала несколько королевских датских губернаторов. В 1627 году 12-летний Кристиан цу Ранцау сменил отца Герхарда Ранцау на посту лорда поместья Брайтенбург. Следующие годы он провел, среди прочего, в качестве оруженосца при датском дворе. В молодости Кристиан Ранцау часто служил датскому королю и со временем получил различные должности и почести. В 1639 году он был назначен судебным приставом Рендсбурга, а в 1643 году генерал-кригскомиссаром. В 1648 году в знак признания заслуг он был принят в Орден Слона и назначен штатгальтером. Кристиан Ранцау стремился к званию графа, и чтобы получить не вручавшийся со времён средних веков в Гольштейне титул, ему требовалась собственная территория на земле Священной Римской империи. Его внимание привлек аллод Бармштедт, который находился всего в нескольких километрах к югу от его родового поместья Брайтенбург и принадлежал герцогу Гольштейн-Готторп.

### Обретение статуса имперского графства

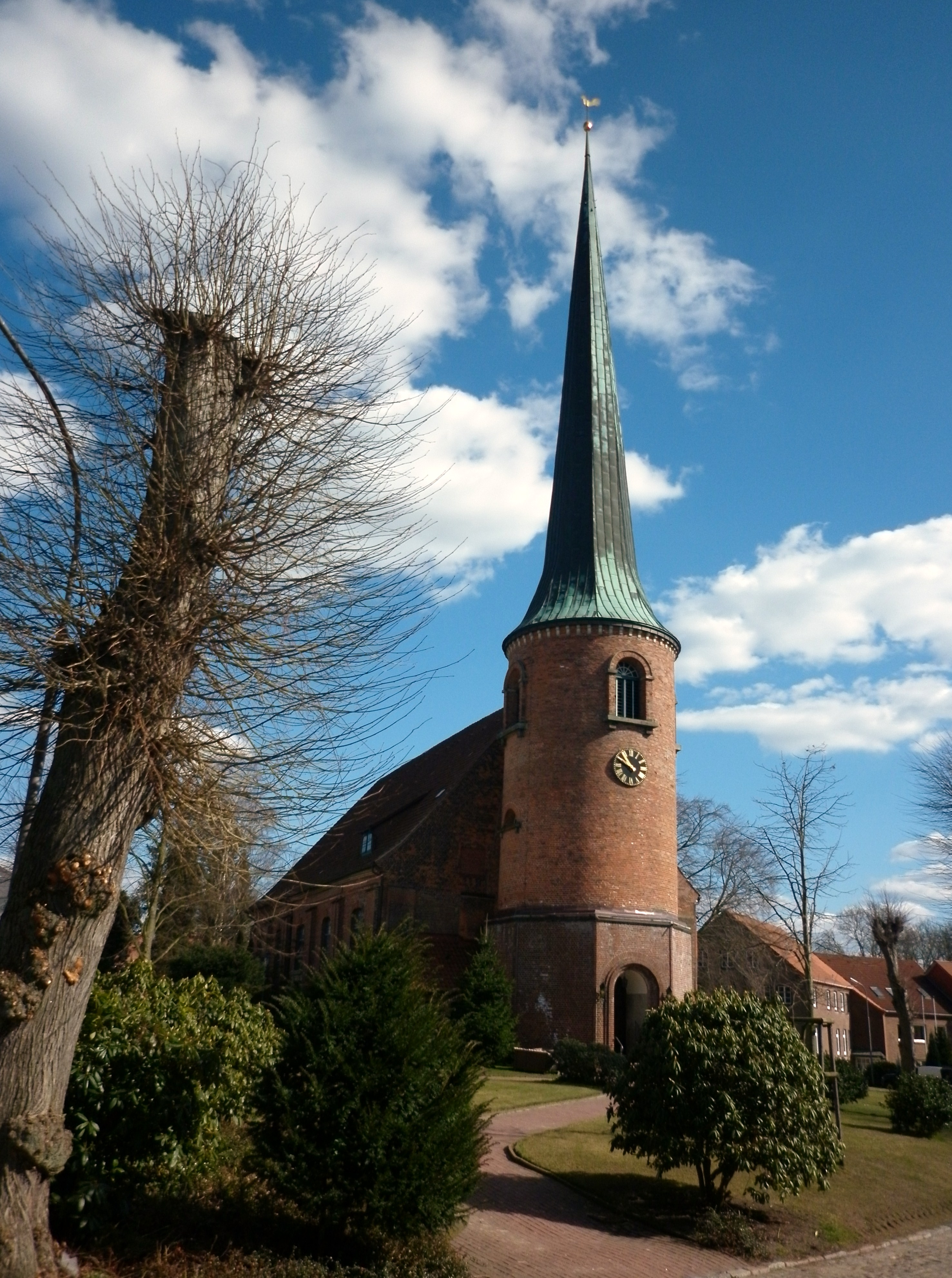
Бармштедская церковь, построенная при Вильгельме Адольфе.

В 1649 году герцог Фридрих III согласился продать амт в Бармштедте. Он пользовался поддержкой датского короля, который предпочитал видеть новым владельцем своего губернатора. Цена покупки составляла 101 000 рейхсталеров и 100 000 рейхсталеров за обмен амта Ранцау возле Плена и поместья Коксбюлля возле Тёндера, которые оценивались в эту сумму, в пользу герцогства Шлезвиг-Гольштейн-Готторп. Кристиан Ранцау завладел землями в 1650 году и сделал старый замок со рвом на замковом острове Бармштедт своей новой резиденцией. В том же году он отправился с многочисленной свитой к императорскому двору в Вене, где исполнял обязанности посланника Дании. Ранцау вскоре был назначен имперским камергером и благодаря щедрым субсидиям осенью 1650 года добился назначения графом Амт в Бармштедте был объявлен в дипломе непосредственной («свободной») территорией, в 1662 году графство было включено в состав Нижнесаксонского округа.
В случае с Ранцау император перевернул обычную процедуру преобразования в имперского графа с ног на голову, так как в 1653 году, когда тот ещё не был членом ни одного из 10 имперских кругов, он приказал Кристиану прибыть в имперский сейм, где Ранцау занял место в ассоциации имперских графов Веттерау с имперским поместьем и куриальным голосом в Рейхстаге. С опозданием, в 1662 г., он был принят в имперский круг Нижней Саксонии в имперском реестре.
Диплом графа 1650 года с титулом комитатного и палантинского пфальцграфа сделал Кристиана Ранцау де-факто «первым имперским графом» империи: никогда прежде обладатель сего титула не был наделен столькими регалиями — от права создавать дворянство до национального суверенитета. Только имперские наместники были более могущественными. Для владельца имперского-прямого аллода или имперского феодального владения обретение членства в одном из имперских кругов, которые затем определяют его «оценку» (оценку) на «Квота рейха»: прямой «имперский налог» по определённым причинам. Иногда, как в случае с Ранцау, эта запись была небрежной, так что имперская принадлежность доказана только с помощью обычного реестра, который публикует взносы на содержание имперского палатного суда.
Карл цу Ранцау в 1653 и 1654 году был отправлен в рейхстаг в Регенсбурге императором, став имперским графом — за восемь лет до того, как округ Нижняя Саксония соизволил принять его в свои ряды.

### Правление трёх графов (1657—1721)
Бывшая усадьба в Бармштедте была расширена до скромной резиденции рядом с замками Брайтенбург и Драге с 1657 года, и деревня быстро превратилась в главный город небольшого графства. Кристиан Ранцау, который часто путешествовал из-за своих многочисленных должностей, останавливался там лишь изредка. В 1655 году ему удалось выкупить семейное поместье Ранцау недалеко от Плена. Уезд пережил короткий период экономического процветания после окончания Польской войны. После смерти Христиана Ранцау в 1663 году поместье унаследовал его сын Детлев цу Ранцау. Детлев Ранцау в 1669 году с датским королем Фридрихом III подписал договор о наследовании, по которому графство переходило к королевству при отсутствие наследника мужского пола. Но ещё при Детлеве Ранцау возникли первые трения в отношениях с Данией, вызванные, среди прочего, злоупотреблением графскими правами на чеканку монет. Детлев умер в 1697 году, и ему наследовал сын Христиан Детлев цу Ранцау, который считался сварливым и деспотичным/ Он опустошил маленькое графство экономически и вступил в многочисленные конфликты со своими подданными. Отношения с Датским королевством резко ухудшились после того, как Кристиан Детлев нарушил свое обещание жениться на дочери незаконнорожденного сводного брата короля Кристиана V Ульрика Фредрика Гюльденлове. Ранцау вступил в территориальные споры с королем, который также был герцогом Гольштейна в личной унии. После того как имперский граф пожаловался императору на герцога, последний лишил его всех почётных должностей.
Эксплуатация графства Христианом Детлевом Ранцау привела к восстаниям, которые он пытался подавить в 1705 году с помощью герцогства Готторф. Регент Готторфа Георг Генрих фон Герц послал на помощь солдат, которые положили конец беспорядкам, но затем оккупировали графство. Дом Готторп предложил завладеть имуществом по первоначальной покупной цене в 201 000 талеров, от чего имперский граф отказался. Возникшие споры продолжались до 1713 года. В том же году герцогство Готторф было в значительной степени оккупировано Данией во время Великой Северной войны, и поэтому герцоги Готторфа были ограничены в своей власти. Споры из-за небольшого графства сменились другими конфликтами. В это время Кристиан Ранцау побывал в Берлине,, где он был арестован в 1715 году по обвинению в содомии. Его представлял в графстве младший брат Вильгельм Адольф цу Ранцау, правление которого описывалось как относительно благожелательное. Новое строительство церкви Святого Духа в Бармштедте восходит к этому короткому этапу.
Вильгельм Адольф пытался убедить прусского короля Фридриха Вильгельма I навсегда заключить его брата в тюрьму, но безуспешно. Христиан Детлев вернулся в Бармштедт в 1720 году с небольшим отрядом наемников и силой захватил свое старое имущество.

### Ликвидация
В 1721 году Кристиан Детлев Ранцау был застрелен из засады во время охоты возле замка Бармштедт. В ответ датский король Фридрих IV оккупировал поместья семьи. Истинный преступник никогда не был установлен, но младший брат Кристиана Детлева Вильгельм Адольф был привлечен к ответственности за преступление. Его предполагаемые сообщники были заключены в тюрьму и заклеймены, предполагаемый стрелок — сын церковного пристава Эльмсхорна был казнен в 1725 году. Сам Вильгельм Адольф предстал перед судом, а имперский граф был заключен в тюрьму в норвежской крепости Акерсхус в 1726 году, где и умер в 1734 году не оставив детей.
Графство по-прежнему находилось в непосредственном подчинении империи, и суд над имперским графом в голштинском суде представлял риск для датского короля, тем более что, согласно договору о наследовании 1669 г., датская корона должна была получить графство при отсутствии наследника. Тем не менее, датский король Фридрих IV после аннексии Шлезвиг-Готторфа в 1721 году решил пойти на риск уничтожения малых государств на подвластной территории. Завершение так называемого общего государства в конечном итоге стало одной из величайших политических целей Дании в этом веке и было в значительной степени завершено Царскосельским трактатом 1773 года.
Фридрих IV официально конфисковал графство в год суда над Вильгельмом Адольфом. сестра двух братьев Катарина Хедвиг смогла отвоевать поместья Брайтенбург, Драге и Ранцау в дорогостоящем судебном процессе, но датские чиновники были назначены для управления бывшим графством Ранцау. Так называемые администраторы поселились на замковом острове Бармштедт. Август Адольф фон Хеннингс был администратором с 1808 года до своей смерти в 1826 году.
Попытка Куно цу Ранцау-Брайтенбург восстановить власть в результате политических изменений, вызванных германо-датской войной, не увенчалась успехом. С присоединением провинции Шлезвиг-Гольштейн к прусскому государству датская администрация прекратила свое существование, и в 1867 году бывшее графство было передано округу Пиннеберг.

## Правители
| Годы правления | Имя                        | Характеристика |
| -------------- | -------------------------- | --- |
| 1653/54-1663   | Кристиан цу Ранцау         | Основатель имперского графства, имперский граф                                                                             |
| 1663-1697      | Детлев цу Ранцау           | имперский граф, сын Кристиана                                                                                              |
| 1697-1721      | Кристиан Детлев цу ранцау  | имперский граф, сын Детлева цу Ранцау, с 1715 по 1720 год от его имени правил брат Вильгельм Адольф, был убит в 1721 году. |
| 1721-1726      | Вильгельм Адольф цу Ранцау | имперский граф, брат Кристиана Детлева                                                                                     |